# Unter dem Idtberg
Unter dem Idtberg ist ein ehemaliges Naturschutzgebiet in der niedersächsischen Einheitsgemeinde Delligsen im Landkreis Holzminden.
Das Naturschutzgebiet mit dem Kennzeichen NSG HA 139 war rund 19 Hektar groß. Es stand seit dem 10. August 1989 unter Naturschutz. Zum 2. März 2018 ging es im neu ausgewiesenen Naturschutzgebiet „Idtberg“ auf. Zuständige untere Naturschutzbehörde war der Landkreis Holzminden.
Das ehemalige Naturschutzgebiet liegt nordwestlich des Delligsener Ortsteils Kaierde an einem süd- bis südwestlich exponierten Hang des Idtbergs im Hils. Das am Waldrand mit einem ausgeprägten Waldsaum liegende Gebiet stellte einen Kalktrockenrasen auf flach anstehenden Kalkverwitterungsgesteinen unter Schutz. Zum Hangfuß schließen sich Grünlandflächen unterschiedlicher Nutzungsintensität an.
Um den Trockenrasen zu erhalten, wird er mit Ziegen und Schafen beweidet, welche einer Verbuschung des Geländes entgegenwirken. Zusätzlich wird die Fläche regelmäßig gemäht.